# Sparassodonta
Sparassodonta představují vyhynulý řád masožravých vačnatých savců.

## Systematika
Za popisnou autoritu řádu Sparassodonta je pokládán argentinský paleontolog Florentino Ameghino (1894). Řád zahrnuje následující podřazené taxony:
řád Sparassodonta Ameghino 1884
- rod Allqokirus
- rod Nemolestes
- rod Patene
- čeleď Hathliacynidae Ameghino 1894 (svrchní oligocén až spodní pliocén)
- čeleď Hondadelphidae Marshall et al. 1990 (střední miocén)
- nadčeleď Borhyaenoidea Ameghino (1894)
  - rod Lycopsis
  - rod Pharsophorus
  - rod Plesiofelis
  - rod Prothylacynus
  - čeleď Borhyaenidae Ameghino 1894 (svrchní oligocén až svrchní miocén)
    - rod Arctodictis
    - rod Australohyaena
    - rod Borhyaena

  - čeleď Proborhyaenidae Ameghino 1897 (spodní eocén až svrchní oligocén)
    - rod Arminiheringia
    - rod Callistoe
    - rod Paraborhyaena
    - rod Proborhyaena

  - čeleď Thylacosmilidae Riggs 1933 (spodní miocén až spodní pliocén)
    - rod Anachlysictis
    - rod Patagosmilus
    - rod Thylacosmilus

V některých zdrojích může být skupina Sparassodonta uváděna pod jménem Borhyaenoidea, jenž v moderním systému vystupuje spíše pro konkrétní vnitřní skupinu v rámci Sparassodonta.
Příbuzenské vazby tohoto řádu vůči ostatním vačnatým podléhají postupným reinterpretacím. Vačnatí (Metatheria) obecně představují širší taxon, vyjma korunové skupiny vačnatců (Marsupialia) zahrnující rovněž kmenové linie, jež předcházely poslednímu společnému předkovi korunové skupiny. Sparassodonta stojí zjevně mimo korunovou skupinu, byť některé starší pohledy tento taxon spíše povrchně pokládaly za příbuzný vakovlkovitým. Z některých zajímavých fylogenetických hypotéz 20. století lze zmínit zvažovanou příbuznost Sparassodonta s čeledí Stagodontidae (zahrnuje slavný severoamerický křídový rod Didelphodon); Marshall & Kielan-Jaworowska (1992) pak Sparassodonta kladli ke skupině Deltatheroida, tj. na samou bázi Metatheria. Současný systém sdružuje Sparassodonta se zástupci čeledí Pucadelphyidae a Mayulestidae, resp. rody Pucadelphys, Andinodelphys, Mayulestes, Allqokirus a Patene v rámci Metatheria – tedy spíše s odvozenějšími jihoamerickými a australskými skupinami vačnatých než s bazálními severoamerickými a asijskými vačnatými. Předpokládaná evoluční historie řádu Sparassodonta je nastíněna v následujících kapitolách.
Sparassodonta jako celek tvoří zjevně monofyletickou skupinu, stejně jako řada jim podřazených taxonů. Problematický taxon nicméně představuje čeleď Proborhyaenidae, pravděpodobně parafyletická s ohledem na čeleď Thylacosmilidae.

## Popis

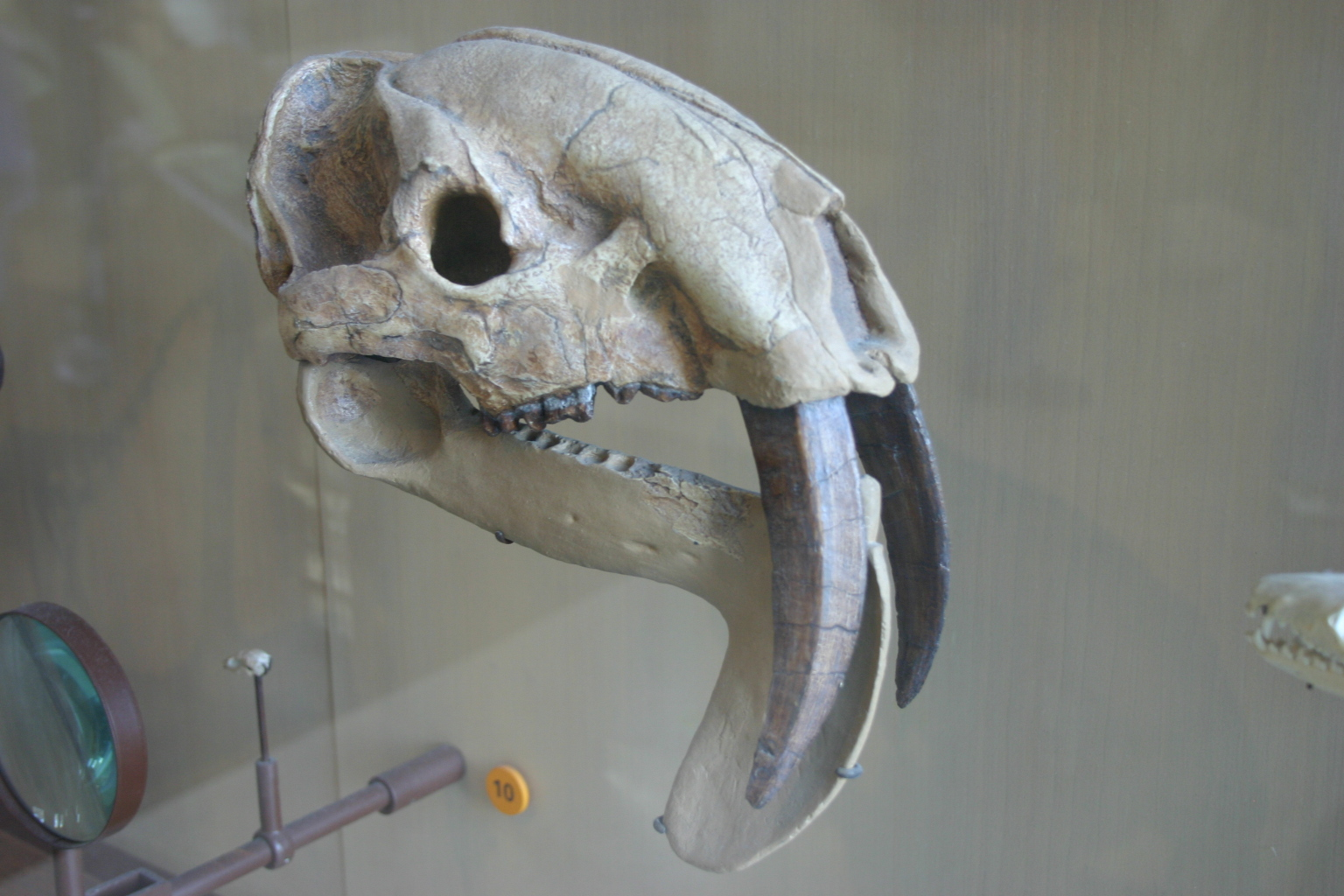
Lebka rodu Thylacosmilus

Řád Sparassodonta lze odlišit konkrétními lebečními znaky, byť ty mohly být u jednotlivých skupin dále odvozovány, typicky v závislosti na stravovacích návycích. Jmenovat lze např.:
- velmi krátký čenich, zvláště u rodu Thylacosmilus (výjimkou je naopak rod Lycopsis se značně prodlouženým čenichem);
- nosní kosti přesahují přední linii očnic (častý je kontakt nosní a slzní kosti);
- nedochází k uzavření očnic prostřednictvím postorbitální zápory (výjimkou je Thylacosmilus);
- výrazný jařmový oblouk;
- výrazná týlní kost s dobře vyvinutým šíjovým hřebenem.

Zuby vykazují přizpůsobení pro masožravou stravu. Stoličky, odvozující se od standardního tribosfénického vzoru, redukovaly drticí struktury a naopak značně rozvinuly struktury sloužící k odřezávání masa – dolní stoličky tak příkladně téměř či zcela ztratily drticí plošku talonid. Společně s machairody (lidově „šavlozubými tygry“) či nimravidy jde o jednu ze savčích linií, u níž se v průběhu evoluce konvergentně vyvinuly šavlovité špičáky, konkrétně v případě čeledi Thylacosmilidae. Na rozdíl od ekvivalentních zbraní „šavlozubých tygrů“ však špičáky sparassodontů měly výhodu trvalého růstu.
Výrazně variovala i samotná velikost sparassodontů. Mayulestes, jeden z prvních možných zástupců řádu, resp. jeho blízký příbuzný, dosahoval velikosti ježka; Prothylacinus měřil na délku těla asi 80 cm, Borhyaena dosahovala velikosti jaguára a Proborhyaena byla údajně větší než medvěd grizzly.

## Ekologie a evoluce

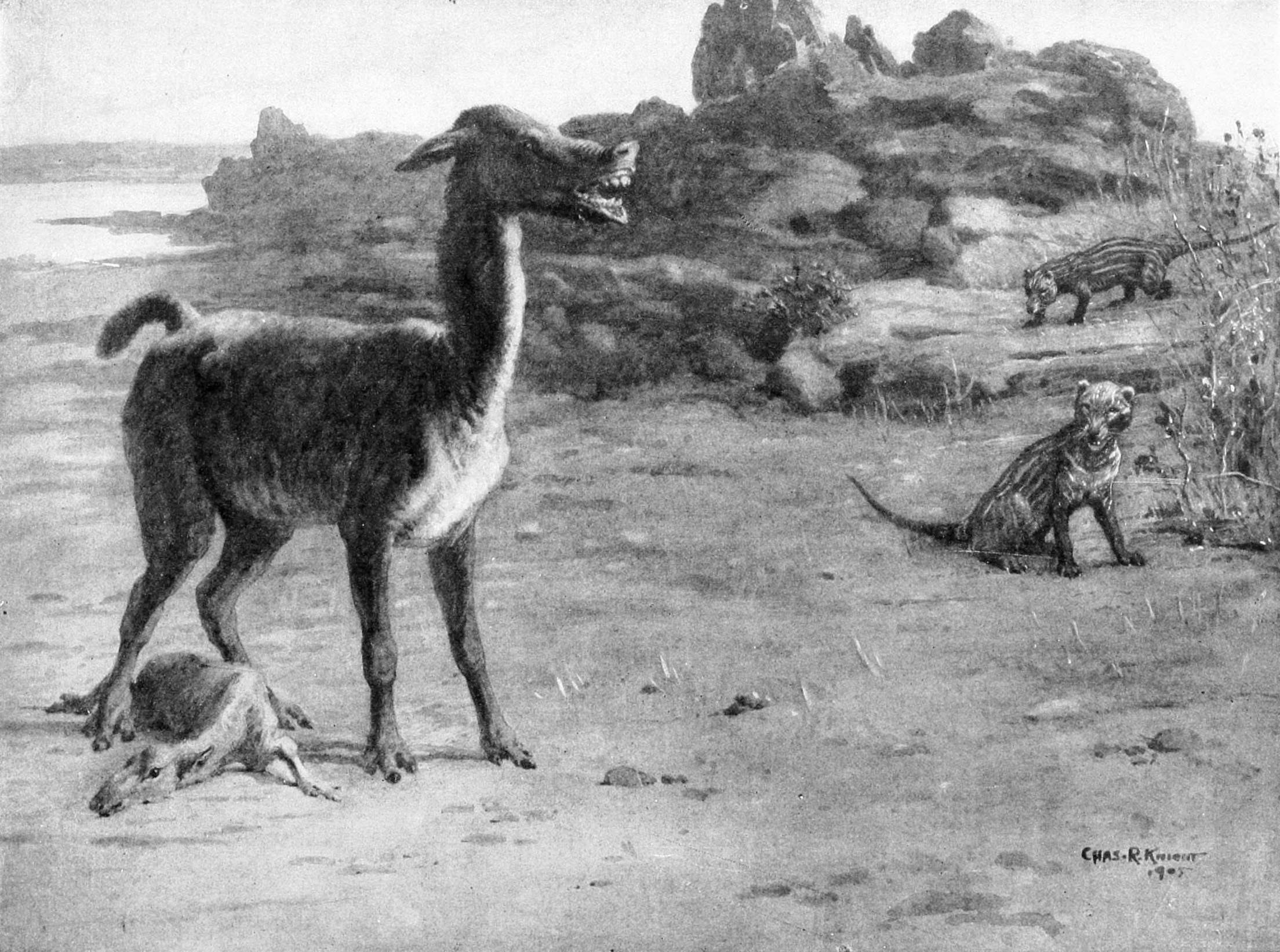
Umělecké ztvárnění litopterna rodu Theosodon a sparassodontů rodu Borhyaena – obě skupiny byly typické pro svébytnou tercierní faunu Jižní Ameriky (Charles Robert Knight)

Sparassodonta jsou obecně pokládáni za výhradně jihoamerickou tercierní skupinu. Jižní Amerika po většinu kenozoika představovala spíše „ostrov“ oddělený od severních kontinentů, jenž tak mohl hostit svébytnou faunu a na jehož území také došlo k bohaté radiaci vačnatých včetně jejich korunové skupiny. Jižní cestou přes Antarktidu, tj. před otevřením Drakeova průlivu, následně proběhla i kolonizace Austrálie a je možné, že na australský kontinent pronikli i určití sparassodonti. Jedním z kandidátů může být špatně známý rod Archaeonothos z raného eocénu (naleziště Tingamarra). Interpretace tohoto nálezu, jenž připomíná rané sparassodonty, zůstává nicméně předmětem dohadů.
Nejranější jihoamerické zástupce sparassodontů, případně jejich blízké příbuzné, poskytlo palocenní naleziště Tiumpampa v dnešní Bolívii. Téměř kompletní kosterní materiál se dochoval u zástupců rodů Pucadelphys a Mayulestes. V případě rodu Mayulestes již morfologie stoliček demonstruje rané adaptace pro masožravý způsob života. Posktraniální skelet včetně chápavého ocasu napovídá, že původní ekologickou niku těchto vačnatých představovalo spíše stromové patro. Menší zástupci rodu Pucadelphys (10–30 g) byli naopak spíše pozemní, interpretace fosilních nálezů svědčí pro skupinový život s přítomností samčí kompetice (na základě zjištěné pohlavní dvojtvárnosti).
Dalším podstatným nalezištěm je jihobrazilské Itaboraí, s datací místních nálezů do období raného eocénu před 50 až 53 miliony lety. Mezi sparassodonty z tohoto období patří dobře zachovalý rod Callistoe, středně velký predátor z čeledi Proborhyaenidae o hmotnosti asi 20–25 kg, u něhož se již objevují nápadně zvětšené špičáky. Po následné adaptivní radiaci obsadili sparassodonti ekologickou niku středně velkých a velkých savčích predátorů kontinentu. Zvláště mohutné formy se objevují od spodního oligocénu, přičemž vůbec největšího zástupce představovala Proborhyaena gigantea, s lebkou zhruba 1 metr dlouhou. Tehdejší zvířecí společenstva se značně odlišují od společenstev jiných kontinentů. Studie věnující se raně miocenním nálezům z argentinského Santa Cruz dospěla k závěru, že mezi sparassodonty oproti jiným masožravým savcům až nadmíru dominovaly hypermasožravé formy, přičemž jiní savčí predátoři v Jižní Americe až na výjimky scházeli. Úlohu suchozemských predátorů zastávali vyjma sparassodontů krokodylomorfní archosauři z čeledi Sebecidae, obří hadi z čeledi Madtsoiidae, a především velcí nelétaví ptáci z čeledi Phorusrhacidae. Zástupci čeledí Borhyaenidae a Proborhyaenidae dosahovali největší druhové bohatosti během miocénu, nicméně od té doby klesla jejich diverzita a došlo i ke zmenšení celkových tělesných rozměrů. Ekologicky se mohli spíše přeorientovat na zalesněnou krajinu, kde zabíjeli pomalu se pohybující zvířata, případně se živili mrchožravě, zatímco forusrakidi mohli zůstat predátory otevřených plání.
V pliocénu již byla diverzita sparassodontů značně redukována. Jejich dlouhá evoluční historie nicméně ještě vyvrcholila rodem Thylacosmilus, šavlozubým vačnatým, jehož maximální tělesná hmotnost se odhaduje až na 150 kg. Když před asi 2,5 miliony lety došlo k vytvoření Panamské šíje, a tím i k ustavení pevninského mostu mezi oběma Amerikami, po desítkách milionů let izolace byla umožněna migrace suchozemských zvířat mezi těmito kontinenty. Právě konkurence ze strany severoamerických savců v průběhu tzv. Velké americké výměny (GABI), především šelem, jež do Jižní Ameriky až na výjimky pronikly teprve během GABI, byla pokládána za hlavní příčinu vyhynutí zbývajících sparassodontů. Tento pohled je nicméně kontroverzní, přičemž úbytek, resp. vyhynutí sparassodontů nemusela mít na svědomí kompetice s forusrakidy, resp. šelmami, jako spíše dřívější klimatické změny v důsledku andské orogeneze vedoucí k chladnějšímu a suššímu klimatu. Šelmy následně mohly po sparassodontech pouze zaplnit uvolněné niky.